# Filología eslava
Filología Eslava, Estudios Eslavos o Eslavística es un conjunto de disciplinas científicas de la lengua, la literatura, el folclore, la historia, la cultura material y espiritual de los pueblos eslavos. La sección de lingüística eslava estudia las lenguas, su origen, estado actual y la división dialectal.

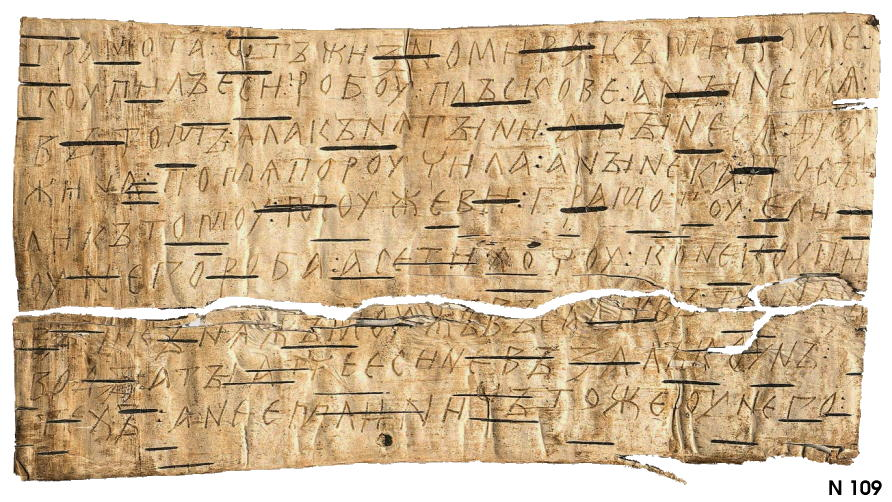
Cartas de corteza de abedul. Testimonios únicos, muy valiosos en investigaciones del eslavo

## Historia
El origen de los estudios eslavos comenzó en los siglos XVI-XVII, cuando aparecieron gramáticas checas, polacas, eslovenas, croatas, de eslavo eclesiástico y otras obras gramaticales y asimismo cuando fue escrito, "Gramatichno izkazanye" de Krizhanich (1666). Los precursores de eslavística científica en el siglo XVIII son V. Durih que era de la República Checa, M. Lomonósov y A. Schlózer en Rusia y otros. El primer filólogo eslavo importante, que sentó las bases de eslavística científica, era el checo  Josef Dobrovskij, quien escribió la gramática científica del antiguo eslavo eclesiástico (1822), Gramática Checa (1809), la historia de la lengua y literatura checas (1792), y determinar el círculo de problemas que enfrenta la eslavística de los siglos XIX y XX y que aún mantienen relevancia en nuestros días: un estudio comparativo de las lenguas eslavas, el estudio del eslavo antiguo, la estructura gramatical de las lenguas eslavas modernas, el problema de la aparición de la escritura eslava de Cirilo y Metodio y su desarrollo posterior.

### Círculos de Estudios Eslavos

#### Escuela rusa

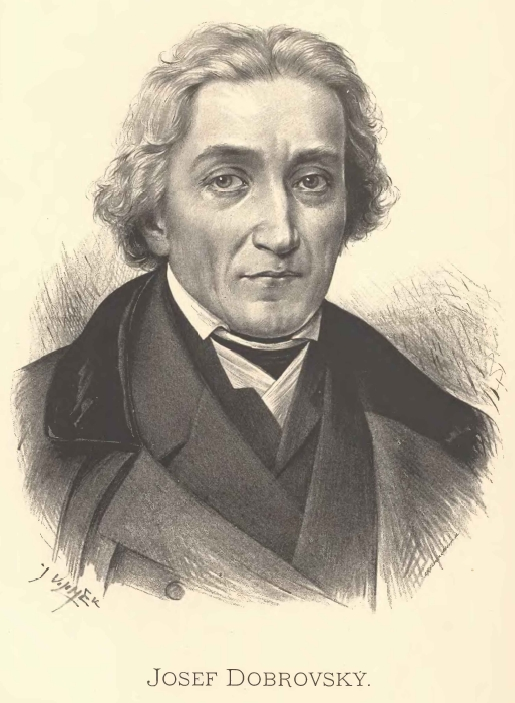
El checo Josef Dobrovský, uno de los eslavistas más importantes

Los círculos de eslavística rusos los encabezaron N. Rumyántsev y A. Shishkov, así como las actividades de K. Kalaidóvich, P. Koppen, Y. Venelin y otros llevaron a la creación de departamentos eslavas (después de 1835) en las universidades rusas. Antes de iniciar las cátedras, estos científicos, hicieron un viaje de investigación por las tierras eslavas, lo que les permitió descubrir muchos manuscritos antiguos, para recoger material rico de dialectología y folclore.

#### Escuela checa
En la primera mitad del siglo XIX un importante centro de eslavística fue el de Praga. De allí fue J. Jungmann, autor del Diccionario checo (1835-1839), historiador P. J. Šafárik, autor de "Historia de Lenguas y Literaturas eslavas" (1826), y folclorista F. Chelakovsky, que ha creado una serie de conferencias sobre la gramática comparada de Eslavo (ed. 1853).

#### Escuela serbia
En Viena ha vivido y trabajado serbio V. Karadžić, el autor del primer diccionario serbio, creado sobre la base de la población (1.ª ed. - 1818), y una breve gramática ("Pismenitsa") de Lengua de Serbia (1814). Compartía la opinión de Kopitar de la posibilidad de crear un nuevo lenguaje literario con la base del habla popular y no en la de un libro. Su trabajo fue continuado por J. Danichich, el autor del Diccionario histórico de serbio.

#### Escuela polaca
La lingüística polaca durante este período llevó a cabo trabajo lexicográfico de S. Linde, creador de "Diccionario de la lengua polaca" (Vol 1-6, 1807-1814.), que ofrece las primeros muestras serias de lexicografía comparativa eslava. Por otra parte, la investigación gramatical fue tomada por parte de Y. Mrozinsky, quien escribió "Los primeros fundamentos básicos de la gramática de la lengua polaca"(1822).

## Comité Internacional de Eslavistas
En 1955, en Belgrado, en la Reunión Internacional de Eslavistas fue fundado el Comité Internacional de Eslavistas (CIE). CIE agrupa a 28 comités nacionales eslavos, dirige la preparación y organización del Congreso de Eslavistas, así como la labor de las comisiones eslavas internacionales, integradas en la CIE y en representación de las diferentes áreas de Estudios Eslavos. Como miembro asociado de la Federación Internacional incluye lenguas y literaturas modernas (FILLM - Fédération Internationale des Langues et modernes Littératures). Los congresos internacionales eslavísticos normalmente se convocan cada 5 años alternativamente en uno de los países eslavos: 1929 (Praga, Brno, Bratislava), 1934 (Varsovia), 1939 (Belgrado), 1955 (Belgrado), 1958 (Moscú), 1963 (Sofía), 1968 (Praga), 1973 (Varsovia), 1978 (Zagreb), 1983 (Kiev), 1988 (Sofía).

## Escuelas e institutos
- School of Slavonic and East European Studies
- Harvard Ukrainian Research Institute
- Centre for Ukrainian Canadian Studies
- Collegium Russicum (Vaticano)
- Old Church Slavonic Institute